# Kozma Lajos Kézműves Iparművészeti Ösztöndíj
A Kozma Lajos Kézműves Iparművészeti Ösztöndíj a Művelődési és Közoktatási Minisztérium 1987-ben alapított, első ízben 1988-ban odaítélt ösztöndíja, célja a tehetséges, fiatal és már önálló iparművészeti tevékenységet folytató alkotók támogatása. A díjazottaknak három éven keresztül nyílik lehetőségük arra, hogy elsősorban alkotómunkával foglalkozhassanak. Minden évben beszámolókiállításon mutatják be az ösztöndíj ideje alatt készült alkotásaikat. Évente öt iparművész nyerheti el a havi kifizetésű ösztöndíj-támogatást. Az ösztöndíjat 1–3 éves időtartamra lehet megpályázni, a pályázati korhatár 35 év. 1994 őszétől, a Kozma Lajos-életműkiállítással egyidejűleg, az Iparművészeti Múzeumban kaptak a fiatal alkotók bemutatkozási lehetőséget. A korábbi években a Tölgyfa Galéria adott helyet a pályázatoknak.
Az ösztöndíj névadója, Kozma Lajos a Moholy-Nagy Művészeti Egyetem rektora volt 1946 és 1948 között.
A művészet gerince sohasem a dísz volt - hanem a forma: a jó tervező nem a díszből indul ki, hanem a formából - a dísztelen formából…

## A 2010-es év díjazottai
- Ádám Krisztián
- Fehér Beatrix
- Földi Kinga
- Hevér Lili
- Illéssy Lenke
- Juhász Nóra
- Kauker Szilvia
- Lipovszky-Drescher Mária
- Mihály Gyula
- Rejka Erika
- Rózsa Béla
- Sajó Borbála
- Sipos Balázs
- Solymosi Borbála
- Závodszky Dalma

## Kozma Lajos-ösztöndíjasok listája (válogatás)
- Abaházi Katalin (1990)
- Balogh Edit (1990)
- Baráth Hajnal (1998)
- Benedek Olga (1989)
- Bitó Katalin (1990)
- Boka Gábor (1997)
- Borkovics Péter (1990)
- Bráda Judit (1996)
- N. Csehi Edit (1993)
- Csikszentmihályi Réka (1993)
- Csille Márta (1997-98)
- Csókás Emese
- S. Farkas Éva (1990)
- Fülöp Mónika (1997)
- Fűrj Judit (1997)
- Gulyás Judit (1997)
- Hegedűs Andrea (1999)
- Harmati Hedvig (1999)
- Holló István
- Jermakov Katalin (1996-97)
- Juhász János (1998)
- Kass Eszter (1992)
- Karasi Zsófia (1990)
- Kecskés Krisztina (1997)
- Kemény Péter (1998)
- Király Fanni
- Kis-Kéry Csilla (1996)
- Korompai Péter (1996)
- Kovács Helga (1996)
- Kund Réka (1998)
- Lázár Zsuzsa (1993)
- Lencsés Ida (1988)
- Máder Indria (1998)
- Majoros Gyula (1995)
- Márton Károly (1997)
- Márton László Attila (1995)
- Molnár Gabriella (1995)
- Nagy Márta (1998)
- Nyíri Katalin (1990)
- Pattantyús Gergely (1997)
- Pápai Lívia (1998)
- Pinvinczi Judit (1990)
- Polgár Attila (1994)
- Polyák János (1999)
- Radnóti Tamás (1993)
- Rippl Renáta (1999)
- Seres Edina (1998)
- Sipavicius Tamás (1999)
- Smetana Ágnes (1986)
- Stomfai Krisztina (1996)
- Szabó Zsuzsi (1991-92)
- Szegedi Katalin (1993)
- Szombathy Gábor (1997)
- Szűcs Gábor (1997)
- Szűcs Edit (1999)
- Szücsy Krisztina (1990)
- Terényi Gyöngy (1992)
- M. Tóth Margit
- Tóth Lívia (1998)
- Tóth Szilvia (1990)
- Vadas Gabriella (1993)
- Vajda Mária

## Forrás
- Kozma Lajos Kézműves Iparművészeti Ösztöndíj 1988–1999. Szerk. H. Bognár Zsuzsa. Kaposvár: Somogy Megyei Múzeumok Igazgatósága. 2000.  ISBN 963-7212-24-8